# Nicolas Grimal
Nicolas Grimal (Libourne, 13 novembre 1948) è un egittologo francese, figlio del latinista Pierre Grimal.

## Biografia
Diplomato in Lettere Classiche nel 1971, nel 1984 ha conseguito il dottorato di ricerca in Lettere e Scienze Umane.
Dal 1988 è professore di egittologia presso l'Università della Sorbona (Parigi IV) e titolare di un seggio al Collegio di Francia.
Dal 1989 al 1999 è stato direttore dell'Istituto francese d'archeologia orientale del Cairo.
Dal 1990 è direttore scientifico del centro franco-egiziano di studi sui templi di Karnak.

## Pubblicazioni
- Storia dell'antico Egitto, Laterza, 1990-20119 (edizione originale: Histoire de l'Égypte ancienne, éditions Fayard, 1988).